# Teissiera macrocysta
Teissiera macrocysta är en nässeldjursart som beskrevs av Xu, Huang och Chen 1991 . Teissiera macrocysta ingår i släktet Teissiera och familjen Teissieridae. Inga underarter finns listade i Catalogue of Life.